# Beastie Boys
Beastie Boys – amerykańska grupa tworząca muzykę hip-hop i spokrewnione rapcore. Powstała w 1981 w Nowym Jorku. Choć w swych początkach grupa grała hardcore punk, w 1983 zmieniła styl na hip-hop. W 1985 grupa zdobyła popularność, gdy odbyła trasę z Madonną promującą jej płytę Like a Virgin. Wszyscy członkowie grupy pochodzą z żydowskich rodzin, wywodzących się z amerykańskiej klasy średniej. Grupa w swej muzyce ma skłonności do przekraczania granic stylów i gatunków, adaptując na przykład pewne cechy muzyki punk.

## Skład zespołu

### Beastie Boys
- Michael „Mike D” Diamond – wokal, perkusja (1981–2012)
- Adam „King Ad-Rock” Horovitz – wokal, gitara (1981–2012)
- Adam „MCA” Yauch (zmarły)[2] – wokal, gitara basowa (1981–2012)
- John Berry (zmarły)[3] – gitara (1981–1982)
- Kate Schellenbach – perkusja, instrumenty perkusyjne (1981–1984)

### Współpracownicy, muzycy w trasie
- Rick „DJ Double R” Rubin – DJ (1984–1985), producent (1985–1986)
- André „Doctor Dré” Brown – DJ (1986)
- „DJ Hurricane” Fite – DJ (1986–1997)
- Michael „Mix Master Mike” Schwartz – DJ (1998–2012)

- The Dust Brothers – producent (1988)
- Mario Caldato Jr. – producent, inżynier (1988–1998)
- Money Mark – instrumenty klawiszowe, wokal (1992–2012)
- Eric Bobo – instrumenty perkusyjne (1992–1998)
- Amery „AWOL” Smith – perkusja (1994–1995)
- Alfredo Ortiz – perkusja (1996–2012)

## Dyskografia

### Albumy studyjne
| Rok                            | Tytuł                                                                                                  | Pozycja na liście | Pozycja na liście | Pozycja na liście | Pozycja na liście | Pozycja na liście | Pozycja na liście | Pozycja na liście | Pozycja na liście | Pozycja na liście | Pozycja na liście | Certyfikat                                                                  |
| Rok                            | Tytuł                                                                                                  | USA               | USA R&B           | AUS               | CAN               | GER               | NLD               | NZL               | SWE               | CHE               | UK                | Certyfikat                                                                  |
| ------------------------------ | --- | ----------------- | ----------------- | ----------------- | ----------------- | ----------------- | ----------------- | ----------------- | ----------------- | ----------------- | ----------------- | --------------------------------------------------------------------------- |
| 1986                           | Licensed to Ill - Data: 15 listopada 1986 - Wydawca: Def Jam, Columbia - Format: CD, CS, LP            | 1                 | 2                 | 62                | 5                 | –                 | 15                | 12                | 30                | –                 | 7                 | - USA: 9× platyna - CAN: 2× platyna - UK: złoto                             |
| 1989                           | Paul’s Boutique - Data: 25 lipca 1989 - Wydawca: Capitol - Format: CD, CS, LP                          | 14                | 24                | 72                | 30                | –                 | 30                | 50                | 38                | –                 | 44                | - USA: 2× platyna - CAN: platyna                                            |
| 1992                           | Check Your Head - Data: 21 kwietnia 1992 - Wydawca: Capitol - Format: CD, CS, LP                       | 10                | 37                | –                 | 32                | –                 | –                 | 37                | –                 | –                 | 106               | - USA: 2× platyna - CAN: 2× platyna                                         |
| 1994                           | Ill Communication - Data: 23 maja 1994 - Wydawca: Capitol - Format: CD, CS, LP                         | 1                 | 2                 | 8                 | 7                 | 11                | 31                | 6                 | 7                 | 12                | 10                | - USA: 3× platyna - CAN: 3× platyna - UK: złoto                             |
| 1998                           | Hello Nasty - Data: 14 lipca 1998 - Wydawca: Capitol - Format: CD, CS, LP, digital download            | 1                 | –                 | 1                 | 2                 | 1                 | 2                 | 1                 | 2                 | 1                 | 1                 | - USA: 3× platyna - AUS: platyna - CAN: 3× platyna - CHE: złoto - UK: złoto |
| 2004                           | To the 5 Boroughs - Data: 15 czerwca 2004 - Wydawca: Capitol - Format: CD, LP, digital download        | 1                 | 1                 | 2                 | 1                 | 3                 | 14                | 4                 | 20                | 5                 | 2                 | - USA: platyna - AUS: złoto - CAN: platyna - UK: złoto                      |
| 2007                           | The Mix-Up - Data: 26 czerwca 2007 - Wydawca: Capitol - Format: CD, LP, digital download               | 15                | –                 | 42                | –                 | –                 | 84                | –                 | –                 | 25                | 79                |                                                                             |
| 2011                           | Hot Sauce Committee Part Two - Data: 3 maja 2011 - Wydawca: Capitol - Format: CD, LP, digital download | 2                 | 1                 | 7                 | 3                 | 3                 | 6                 | 17                | –                 | 3                 | 9                 |                                                                             |
| „–” pozycja nie była notowana. | |                   |                   |                   |                   |                   |                   |                   |                   |                   |                   |                                                                             |

### Kompilacje
| Rok                            | Tytuł | Pozycja na liście | Pozycja na liście | Pozycja na liście | Pozycja na liście | Pozycja na liście | Pozycja na liście | Pozycja na liście | Pozycja na liście | Pozycja na liście | Pozycja na liście | Certyfikat                          |
| Rok                            | Tytuł | USA               | USA R&B           | AUS               | CAN               | GER               | NLD               | NZL               | SWE               | CHE               | UK                | Certyfikat                          |
| ------------------------------ | --- | ----------------- | ----------------- | ----------------- | ----------------- | ----------------- | ----------------- | ----------------- | ----------------- | ----------------- | ----------------- | ----------------------------------- |
| 1994                           | Some Old Bullshit - Data: 8 lutego 1994 - Wydawca: Capitol - Format: CD, CS, LP                                                   | 46                | –                 | –                 | 43                | –                 | –                 | –                 | –                 | –                 | –                 |                                     |
| 1996                           | The In Sound From Way Out! - Data: 2 kwietnia 1996 - Wydawca: Capitol - Format: CD, CS, LP                                        | 45                | –                 | –                 | –                 | –                 | –                 | –                 | –                 | –                 | 45                |                                     |
| 1999                           | Beastie Boys Anthology: The Sounds of Science - Data: 23 listopada 1999 - Wydawca: Grand Royal - Format: CD, LP, digital download | 19                | 14                | 14                | 18                | 50                | 62                | 4                 | 8                 | 72                | 36                | - USA: 2× platyna - CAN: 2× platyna |
| 2005                           | Solid Gold Hits - Data: 8 listopada 2005 - Wydawca: Capitol - Format: CD, LP, digital download                                    | 42                | 30                | –                 | –                 | –                 | –                 | 27                | –                 | 83                | 71                | - USA: złoto                        |
| „–” pozycja nie była notowana. | |                   |                   |                   |                   |                   |                   |                   |                   |                   |                   |                                     |

### Minialbumy
| Rok                            | Tytuł | Pozycja na liście | Pozycja na liście | Pozycja na liście | Pozycja na liście | Pozycja na liście | Pozycja na liście | Pozycja na liście | Pozycja na liście | Certyfikat   |
| Rok                            | Tytuł | USA               | AUS               | AUT               | CAN               | GER               | NLD               | NZL               | UK                | Certyfikat   |
| ------------------------------ | --- | ----------------- | ----------------- | ----------------- | ----------------- | ----------------- | ----------------- | ----------------- | ----------------- | ------------ |
| 1982                           | Polly Wog Stew - Data: 20 listopada 1982 - Wydawca: Rat Cage - Format: CS, 7", 12”                                     | –                 | –                 | –                 | –                 | –                 | –                 | –                 | –                 |              |
| 1989                           | Love American Style - Data: 25 lipca 1989 - Wydawca: Capitol - Format: CD, 12"                                         | –                 | –                 | –                 | –                 | –                 | –                 | –                 | 76                |              |
| 1992                           | Frozen Metal Head - Data: lipiec 1992 - Wydawca: Capitol - Format: CD, 12"                                             | –                 | –                 | –                 | –                 | –                 | –                 | –                 | 55                |              |
| 1994                           | Pretzel Nugget - Data: 1994 - Wydawca: Capitol - Format: CD                                                            | –                 | –                 | –                 | –                 | –                 | –                 | –                 | –                 |              |
| 1995                           | Root Down - Data: 23 maja 1995 - Wydawca: Capitol - Format: CD, CS, 7", 12"                                            | 50                | 43                | 38                | 48                | 38                | 78                | 10                | 23                | - CAN: złoto |
| 1995                           | Aglio e Olio - Data: 13 listopada 1995 - Wydawca: Grand Royal - Format: CD, 12"                                        | –                 | –                 | –                 | –                 | –                 | –                 | –                 | –                 |              |
| 1998                           | Nasty Bits - Data: 1998 - Wydawca: Capitol - Format: CD                                                                | –                 | –                 | –                 | –                 | –                 | –                 | –                 | –                 |              |
| 1999                           | Scientists of Sound (The Blow Up Factor Vol. 1) - Data: 24 sierpnia 1999 - Wydawca: Capitol, Grand Royal - Format: 12" | –                 | –                 | –                 | –                 | –                 | –                 | –                 | –                 |              |
| 2008                           | The Mix-Up Bonus Tracks - Data: 23 grudnia 2008 - Wydawca: Capitol - Format: digital download                          | –                 | –                 | –                 | –                 | –                 | –                 | –                 | –                 |              |
| „–” pozycja nie była notowana. | |                   |                   |                   |                   |                   |                   |                   |                   |              |

### Single
| Rok                            | Tytuł                                                       | Pozycja na liście | Pozycja na liście | Pozycja na liście | Pozycja na liście | Pozycja na liście | Pozycja na liście | Pozycja na liście | Pozycja na liście | Pozycja na liście | Pozycja na liście | Pozycja na liście | Certyfikat   | Album                                         |
| Rok                            | Tytuł                                                       | USA               | USA Alt.          | USA R&B           | AUS               | CAN               | GER               | NLD               | NZL               | SWE               | CHE               | UK                | Certyfikat   | Album                                         |
| ------------------------------ | ----------------------------------------------------------- | ----------------- | ----------------- | ----------------- | ----------------- | ----------------- | ----------------- | ----------------- | ----------------- | ----------------- | ----------------- | ----------------- | ------------ | --------------------------------------------- |
| 1983                           | „Cooky Puss”                                                | –                 | –                 | –                 | –                 | –                 | –                 | –                 | –                 | –                 | –                 | –                 |              | –                                             |
| 1985                           | „Rock Hard”                                                 | –                 | –                 | –                 | –                 | –                 | –                 | –                 | –                 | –                 | –                 | –                 |              | –                                             |
| 1985                           | „She's on It”                                               | –                 | –                 | –                 | –                 | –                 | 44                | 23                | –                 | –                 | –                 | 10                |              | Krush Groove ścieżka dźwiękowa                |
| 1986                           | „Hold It, Now Hit It”                                       | –                 | –                 | 55                | –                 | –                 | –                 | –                 | –                 | –                 | –                 | –                 |              | Licensed to Ill                               |
| 1986                           | „The New Style”                                             | –                 | –                 | 22                | –                 | –                 | –                 | –                 | –                 | –                 | –                 | –                 |              | Licensed to Ill                               |
| 1986                           | „Paul Revere”                                               | –                 | –                 | 34                | –                 | –                 | –                 | –                 | –                 | –                 | –                 | –                 |              | Licensed to Ill                               |
| 1987                           | „Brass Monkey”                                              | 48                | –                 | 83                | –                 | –                 | –                 | –                 | –                 | –                 | –                 | –                 | - USA: złoto | Licensed to Ill                               |
| 1987                           | „(You Gotta) Fight for Your Right (To Party!)”              | 7                 | –                 | –                 | 37                | 7                 | 25                | 10                | 17                | –                 | –                 | 11                |              | Licensed to Ill                               |
| 1987                           | „No Sleep till Brooklyn”                                    | –                 | –                 | –                 | –                 | –                 | 46                | 23                | –                 | –                 | –                 | 14                |              | Licensed to Ill                               |
| 1987                           | „Girls”                                                     | –                 | –                 | –                 | –                 | –                 | –                 | –                 | 27                | –                 | –                 | 34                |              | Licensed to Ill                               |
| 1989                           | „Hey Ladies”                                                | 36                | 18                | –                 | –                 | –                 | 43                | 31                | 37                | –                 | –                 | –                 |              | Paul’s Boutique                               |
| 1989                           | „Shadrach”                                                  | –                 | –                 | –                 | –                 | –                 | –                 | –                 | –                 | –                 | –                 | –                 |              | Paul’s Boutique                               |
| 1992                           | „Pass the Mic”                                              | –                 | –                 | –                 | –                 | –                 | –                 | –                 | –                 | –                 | –                 | 47                |              | Check Your Head                               |
| 1992                           | „So What'cha Want”                                          | 93                | 22                | 121               | 64                | –                 | –                 | –                 | –                 | –                 | –                 | –                 |              | Check Your Head                               |
| 1992                           | „Jimmy James”                                               | –                 | –                 | –                 | –                 | –                 | –                 | –                 | –                 | –                 | –                 | –                 |              | Check Your Head                               |
| 1992                           | „Gratitude”                                                 | –                 | –                 | –                 | –                 | –                 | –                 | –                 | –                 | –                 | –                 | –                 |              | Check Your Head                               |
| 1992                           | „Professor Booty”                                           | –                 | –                 | –                 | –                 | –                 | –                 | –                 | –                 | –                 | –                 | –                 |              | Check Your Head                               |
| 1994                           | „Sabotage”                                                  | 115               | 18                | –                 | –                 | 38                | –                 | 35                | –                 | –                 | –                 | 19                |              | Ill Communication                             |
| 1994                           | „Get It Together”                                           | 101               | –                 | 113               | –                 | –                 | –                 | 35                | –                 | –                 | –                 | 19                |              | Ill Communication                             |
| 1994                           | „Sure Shot”                                                 | –                 | –                 | –                 | –                 | –                 | –                 | –                 | –                 | –                 | –                 | 27                |              | Ill Communication                             |
| 1995                           | „Root Down”                                                 | –                 | –                 | –                 | –                 | –                 | –                 | –                 | –                 | –                 | –                 | –                 |              | Ill Communication                             |
| 1998                           | „Intergalactic”                                             | 28                | 4                 | –                 | 21                | 9                 | 40                | 16                | 4                 | 9                 | 33                | 5                 |              | Hello Nasty                                   |
| 1998                           | „Body Movin'”                                               | –                 | 15                | –                 | 28                | –                 | –                 | 82                | 20                | 30                | –                 | 15                |              | Hello Nasty                                   |
| 1998                           | „The Negotiation Limerick File”                             | –                 | 29                | –                 | –                 | –                 | –                 | –                 | –                 | –                 | –                 | –                 |              | Hello Nasty                                   |
| 1999                           | „Remote Control” / „Three MC’s and One DJ”                  | –                 | –                 | –                 | –                 | –                 | –                 | –                 | –                 | –                 | –                 | 21                |              | Hello Nasty                                   |
| 1999                           | „Alive”                                                     | –                 | 11                | –                 | –                 | –                 | –                 | –                 | 22                | –                 | –                 | 28                |              | Beastie Boys Anthology: The Sounds of Science |
| 2004                           | „Ch-Check It Out”                                           | 68                | 1                 | 106               | 46                | 1                 | 65                | 21                | 31                | 38                | 36                | 8                 | - USA: złoto | To the 5 Boroughs                             |
| 2004                           | „Triple Trouble”                                            | –                 | 11                | –                 | –                 | –                 | –                 | –                 | –                 | –                 | –                 | 37                |              | To the 5 Boroughs                             |
| 2004                           | „Right Right Now Now”                                       | –                 | –                 | –                 | –                 | –                 | –                 | –                 | –                 | –                 | –                 | –                 |              | To the 5 Boroughs                             |
| 2004                           | „Now Get Busy”                                              | –                 | –                 | –                 | –                 | –                 | –                 | –                 | –                 | –                 | –                 | –                 |              | The Wired CD                                  |
| 2005                           | „An Open Letter to NYC”                                     | –                 | –                 | –                 | –                 | –                 | –                 | 17                | –                 | –                 | –                 | 38                |              | To the 5 Boroughs                             |
| 2007                           | „The Electric Worm”                                         | –                 | –                 | –                 | –                 | –                 | –                 | –                 | –                 | –                 | –                 | –                 |              | The Mix-Up                                    |
| 2007                           | „Off the Grid”                                              | –                 | –                 | –                 | –                 | –                 | –                 | –                 | –                 | –                 | –                 | –                 |              | The Mix-Up                                    |
| 2009                           | „Lee Majors Come Again”                                     | –                 | –                 | –                 | –                 | –                 | –                 | –                 | –                 | –                 | –                 | –                 |              | Hot Sauce Committee Part Two                  |
| 2009                           | „Too Many Rappers” (featuring Nas)                          | 93                | –                 | –                 | –                 | 70                | –                 | –                 | –                 | –                 | –                 | 134               |              | Hot Sauce Committee Part Two                  |
| 2011                           | „Make Some Noise”                                           | 102               | 7                 | –                 | –                 | 76                | –                 | 87                | –                 | –                 | –                 | –                 |              | Hot Sauce Committee Part Two                  |
| 2011                           | „Don't Play No Game That I Can't Win” (featuring Santigold) | –                 | –                 | 80                | –                 | –                 | –                 | –                 | –                 | –                 | –                 | –                 |              | Hot Sauce Committee Part Two                  |
| „–” pozycja nie była notowana. |                                                             |                   |                   |                   |                   |                   |                   |                   |                   |                   |                   |                   |              |                                               |

## Wideografia
| Rok                            | Tytuł | Pozycja na liście |
| Rok                            | Tytuł | SWE               |
| ------------------------------ | --- | ----------------- |
| 1987                           | Beastie Boys - Data: 1987 - Wydawca: CBS - Format: LD, VHS                                                           | 35                |
| 1985                           | The Skills to Pay the Bills - Data: 2 czerwca 1992 - Wydawca: Capitol - Format: LD, VHS                              | –                 |
| 1982                           | Sabotage - Data: 20 września 1994 - Wydawca: Capitol - Format: LD, VHS, DVD, VCD                                     | –                 |
| 2000                           | Beastie Boys Video Anthology - Data: 10 października 2000 - Wydawca: Capitol, The Criterion Collection - Format: DVD | –                 |
| 2006                           | Awesome; I Fuckin' Shot That! - Data: 25 lipca 2006 - Wydawca: Velocity, Thinkfilm, Lions Gate - Format: DVD         | –                 |
| „–” pozycja nie była notowana. | |                   |

## Teledyski
| Rok  | Tytuł                                                       | Reżyseria                             |
| ---- | ----------------------------------------------------------- | ------------------------------------- |
| 1981 | „Holy Snappers”                                             | Nathanial Hörnblowér                  |
| 1982 | „Egg Raid on Mojo”                                          | Philip Pucci                          |
| 1985 | „She’s on It”                                               | –                                     |
| 1986 | „Hold It, Now Hit It”                                       | –                                     |
| 1986 | „(You Gotta) Fight for Your Right (To Party!)”              | Adam Dubin, Ric Menello               |
| 1987 | „No Sleep till Brooklyn”                                    |                                       |
| 1989 | „Hey Ladies”                                                | Adam Bernstein                        |
| 1989 | „Looking Down the Barrel of a Gun”                          | Nathanial Hörnblowér                  |
| 1989 | „Shake Your Rump”                                           | Nathanial Hörnblowér                  |
| 1989 | „Shadrach”                                                  | Nathanial Hörnblowér                  |
| 1989 | „Ask for Janice, Part II”                                   | Nathanial Hörnblowér                  |
| 1989 | „Slow and Low” (live)                                       | Nathanial Hörnblowér                  |
| 1992 | „Netty’s Girl”                                              | Tamra Davis                           |
| 1992 | „Pass the Mic”                                              | Nathanial Hörnblowér                  |
| 1992 | „So What’cha Want”                                          | Nathanial Hörnblowér                  |
| 1992 | So What’cha Want” (Remix)                                   | David Perez Shadi                     |
| 1992 | „Jimmy James”                                               | Nathanial Hörnblowér, Lisa Ann Cabasa |
| 1992 | „Time for Livin'”                                           | Spike Jonze                           |
| 1993 | „Gratitude”                                                 | David Perez Shadi                     |
| 1994 | „Sabotage”                                                  | Spike Jonze                           |
| 1994 | „Ricky’s Theme”                                             | Spike Jonze                           |
| 1994 | „Sure Shot”                                                 | Spike Jonze, Nathanial Hörnblowér     |
| 1995 | „Root Down”                                                 | Evan Bernard                          |
| 1995 | „Root Down” (live)                                          | Spike Jonze                           |
| 1998 | „Intergalactic”                                             | Nathanial Hörnblowér                  |
| 1998 | „Body Movin'”                                               | Nathanial Hörnblowér                  |
| 1999 | „Three MC’s and One DJ”                                     | Nathanial Hörnblowér                  |
| 1999 | „Alive”                                                     | Nathanial Hörnblowér                  |
| 2000 | „Start!” (featuring Miho Hatori)                            | Nathanial Hörnblowér                  |
| 2004 | „Ch-Check It Out”                                           | Nathanial Hörnblowér                  |
| 2004 | „Triple Trouble”                                            | Nathanial Hörnblowér                  |
| 2004 | „Right Right Now Now”                                       | Nathanial Hörnblowér                  |
| 2004 | „Rhyme the Rhyme Well”                                      | Nathanial Hörnblowér                  |
| 2005 | „An Open Letter to NYC”                                     | Nathanial Hörnblowér                  |
| 2005 | „Brass Monkey” (live)                                       | Nathanial Hörnblowér                  |
| 2007 | „Shazam!”                                                   | Nathanial Hörnblowér                  |
| 2007 | „Off the Grid”                                              | Nathanial Hörnblowér                  |
| 2007 | „The Gala Event”                                            | –                                     |
| 2007 | „The Rat Cage”                                              | –                                     |
| 2007 | „Suco De Tangerina”                                         | –                                     |
| 2011 | „Make Some Noise”                                           | Nathanial Hörnblowér                  |
| 2011 | „Don’t Play No Game That I Can’t Win” (featuring Santigold) | Spike Jonze                           |